# Lucía Sánchez Saornil
Sánchez  Saornil est un nom espagnol. Le premier nom de famille, en général paternel, est Sánchez ; le second, en général maternel, souvent omis, est Saornil.
Pour les articles homonymes, voir Sanchez.
Ne doit pas être confondu avec Lucia Sanchez.
Lucía Sánchez Saornil, née le 13 décembre 1895 à Madrid et morte le 2 juin 1970 à Valence, est une poétesse, militante anarchiste, anarcho-syndicaliste et féministe libertaire espagnole. Elle a publié des œuvres sous le pseudonyme Luciano de San Saor.
Tout en publiant des poèmes liés au mouvement ultraïste, elle collabore à de nombreux journaux et revues libertaires tels La Revista Blanca, Tierra y Libertad, Solidaridad Obrera et CNT.
Elle est cofondatrice, avec Amparo Poch y Gascón et Mercedes Comaposada Guillén, de l’organisation féminine libertaire Mujeres Libres et participe à la révolution sociale espagnole de 1936.
En 1938, elle dirige le Secrétariat du Conseil général de Solidarité internationale antifasciste.
Elle doit s'exiler en France après la fin de la guerre d’Espagne puis revient en 1942 pour échapper à la déportation sous Vichy. Elle vit en Espagne, en clandestinité, jusqu’en 1954.

## Biographie

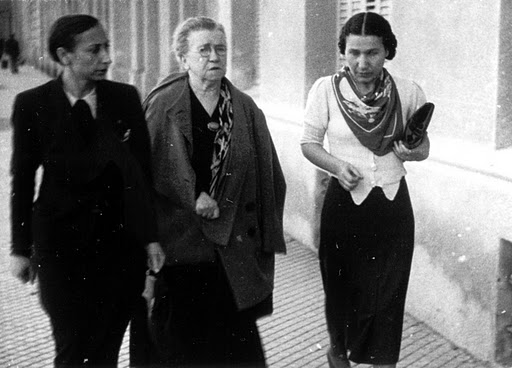
En 1936 ou 1937 avec Emma Goldman.

Elle naît le 13 décembre 1895 à Madrid dans une famille pauvre. Ses parents sont Gabriela Saornil et Eugenio Sánchez. En 1916, elle devient téléphoniste et rentre à la Telefónica, la compagnie de téléphone espagnole. Parallèlement elle poursuit des études à l’Académie royale des beaux-arts de San Fernando.
Dès son plus jeune âge, elle se consacre aussi à la poésie et suit les mouvements avant-gardistes, adhérant notamment en 1919 au mouvement de l'ultraïsme. Elle publie alors ses poèmes dans des journaux comme Los Quijotes et des revues avant-gardistes comme Tableros, Plural, Manantial et La Gaceta Literaria.
Au cours des années 1920, elle délaisse la poésie pour se consacrer à l’activité politique en suivant le mouvement syndicaliste libertaire. Elle participe alors à différents mouvements sociaux au sein de la Teléfonica. En 1927, elle est mutée à Valence, où elle collabore à plusieurs journaux anarchistes comme Tierra y Libertad et Solidaridad Obrera. De retour à Madrid en 1929, elle poursuit ses activités au sein du milieu anarchiste et devient en 1933 secrétaire de rédaction du journal CNT.
Elle est ouvertement lesbienne. Grâce à son pseudonyme masculin Luciano de San Saor, elle peut explorer des thématiques lesbiennes à une époque où l'homosexualité est criminalisée, sujette à la censure et à la répression.
En 1936, peu de temps avant le début de la guerre d'Espagne, elle fonde en compagnie de Mercedes Comaposada et Amparo Poch le mouvement féministe libertaire Mujeres Libres (en français, Femmes Libres). Ce mouvement anarchiste d’émancipation directement issu de la CNT compte jusqu'à 20 000 membres en 1938 malgré le fait qu’il n’existe que dans la zone républicaine.
Quand éclate la guerre d'Espagne, elle participe activement à la lutte anti-franquiste. En 1937, elle retourne à Valence où elle participe à la rédaction du journal anarchiste Umbral. C’est à ce moment-là qu’elle rencontre América Barroso, qui devient sa compagne. En mai 1938, elle devient secrétaire générale de la section espagnole de la Solidarité Internationale Antifasciste (SIA).
Après la victoire des « nationalistes », Lucía Saornil se réfugie en France. Pour échapper à la déportation, elle doit regagner secrètement l’Espagne en 1942, d’abord à Madrid puis à Valence. Elle reste dans la clandestinité jusqu’en 1954. Elle meurt d’un cancer le 2 juin 1970 à Valence.

## Postérité
Dans les dernières années de sa vie, Antònia Fontanillas Borràs se consacre à la recension d’éléments biographiques autour de Lucía Saornil ; elle souhaite faire paraître un ouvrage à son sujet, qui sera finalement publié en 2014, quelques mois après la mort de Fontanillas Borràs. 

## Textes
- La question du féminisme, Solidaridad Obrera, en septembre-octobre 1935, extrait en ligne.
- La « Femme » dans la guerre et dans la révolution, Mujeres Libres, 1936, texte intégral.
- Femmes révolutionnaires. Mujeres Libres : sans tutelle ni coercition, Agone, no 28, avril 2003, p. 49-54.
- Lesbienne, féministe, anarchiste, poète, en français, italien et espagnol, Centre international de recherches sur l'anarchisme (Lausanne) (CIRA), 2021, lire en ligne.

### Notices
- 1936-1975 Los de la sierra, dictionnaire des guérilleros et résistants antifranquistes : notice biographique.
- Racines et branches : notice biographique.
- (es) Miguel Iñiguez, Esbozo de una Enciclopedia histórica del anarquismo español, Fundación de Estudios Libertarios Anselmo Lorenzo, Madrid, 2001, page 553.
- (ca) Diccionari Biogràfic de Dones, Lucía Sánchez Saornil, lire en ligne.